# Bounty (Schiff, 1978)
Die Bounty ist ein 1978 für den Film Die Bounty entstandener Nachbau der durch ihre Meuterei berühmt gewordenen Bounty aus dem 18. Jahrhundert. Das Schiff wird zur Unterscheidung vom Original und dem Nachbau von 1960 gelegentlich als Bounty III bezeichnet; die Ziffern sind jedoch nicht Teil des Schiffsnamens.
Die Bounty war bis zuletzt noch seetüchtig und in Hongkong beheimatet, wo sie für Veranstaltungen und Charterfahrten zur Verfügung stand.

## Geschichte
Das Schiff wurde 1978 für den 1983 erschienenen Film Die Bounty mit Mel Gibson und Anthony Hopkins gebaut; die Bauwerft war Oceania Marine in Whangārei in Neuseeland. Später wurde das Schiff in verschiedenen Fernsehproduktionen verwendet, unter anderem in den Miniserien Wind und Sterne (1986), wo es die Endeavour darstellte, Moby Dick (1998) und The Incredible Journey of Mary Bryant (2005).
Das Schiff war in Darling Harbour (Sydney) beheimatet. 2007 wurde es an das Unternehmen Hong Kong Resort International Ltd verkauft und dort als Touristenattraktion vermarktet. Nach zehn Jahren wurde es 2017 stillgelegt. Über die Gründe hierfür gab der Eigentümer keine Auskunft.

## Technik
Die Bounty ist ein dreimastiges Vollschiff mit bis zu 19 Segeln mit einer Gesamtfläche von etwa 900 m²; der Hauptmast war 33 m hoch. Die Länge über alles beträgt 42 m – anders als der 55 m lange Nachbau von 1960 wurde das Schiff gegenüber dem Original nicht wesentlich vergrößert. Der Rumpf besteht aus geschweißtem Stahl und war mit Holzplanken verkleidet. Das etwa 30 m lange Oberdeck besteht aus Holz.